# Siphona abbreviata
Siphona abbreviata là một loài ruồi trong họ Tachinidae.